# Mecklenburg-Pomerània Occidental
Mecklenburg-Pomerània Occidental (en alemany: Mecklenburg-Vorpommern [ˈme:klənbuɐk foɐˈpomeɐn]) és un estat federal d'Alemanya situat al nord-est del país. Limita amb el mar Bàltic al nord, amb Polònia a l'est, amb la Baixa Saxònia i Slesvig-Holstein a l'oest i amb Brandenburg al sud. La capital és Schwerin i la ciutat més poblada és Rostock.

## Geografia
Mecklenburg-Pomerània Occidental s'estén al llarg de la plana costanera del mar Bàltic, des de la badia de Lübeck a l'oest, passant per la península de Darss, fins a la llacuna Szczecinski (Stettiner Haff) a l'est. El seu interior s'estén cap al sud fins al baix riu Elba a l'oest i més enllà de les fonts del riu Havel i gairebé al riu Òder a l'est. La major part de Mecklenburg-Pomerània Occidental desemboca al Bàltic. El paisatge de la regió es va conformar en gran part gràcies a les forces glacials, que van dipositar materials que van produir la bella muntanya i terres baixes que ara estan plenes d’aiguamolls, llacs i rierols serpentejants. Gairebé dos terços de l'estat estan coberts per terres de cultiu i aproximadament una cinquena part per boscos.

## Història
L'estat modern de Mecklenburg-Pomerània Occidental coincideix territorialment amb la regió històrica de Mecklenburg i les parts occidentals de Pomerània.
Les tribus germàniques es van establir a la regió l'any 500, tot i que aquestes persones van ser desplaçades pels eslaus abans que els alemanys reassentessin la zona com a part d'un moviment més general d'alemanys cap a l'est.
A Mecklenburg es va establir una dinastia el 1160 després d’un exitós esforç saxó per cristianitzar i germanitzar la població de la regió. Els ducs de la regió es van convertir en prínceps del Sacre Imperi Romanogermànic el 1348, després del qual la regió va estar dominada durant segles per ducats amb configuracions territorials canviants. A Pomerània també es va procedir a la germanització, tot i que els ducs polonesos van governar fins a l'any 1637, després del qual gran part de Pomerània va quedar sota el domini de Brandenburg i Prússia. Moltes ciutats de Mecklenburg i Pomerània van florir durant l'edat mitjana en associació amb el comerç de la Lliga Hanseàtica. Des del 1700 fins al 1934, Mecklenburg va ser governada com a dos ducats, Mecklenburg-Schwerin i Mecklenburg-Strelitz, fins que es va formar un estat de Mecklenburg format pels dos sota el règim nazi. Els suecs van mantenir Wismar i el territori al seu voltant des del 1648 fins al 1803, així com parts de la Pomerània occidental des del 1648 fins al 1815, abans que els territoris passessin a formar part de Prússia.
La major part de Pomerània va passar a formar part de Polònia després de la Segona Guerra Mundial, però Pomerània Occidental, juntament amb Mecklenburg, van passar a formar part de l'Alemanya ocupada pels soviètics i després de la República Democràtica Alemanya. L'estat contemporani es va tornar a crear just abans de la reunificació d'Alemanya el 1990 a partir dels districtes de Rostock, Schwerin i Neubrandenburg.

## Llista de ministre-presidents de Mecklenburg-Pomerània Occidental

Mecklenburg-Pomerània Occidental

| Ministres-presidents de Mecklenburg-Pomerània Occidental                         | Ministres-presidents de Mecklenburg-Pomerània Occidental | Ministres-presidents de Mecklenburg-Pomerània Occidental | Ministres-presidents de Mecklenburg-Pomerània Occidental | Ministres-presidents de Mecklenburg-Pomerània Occidental | Ministres-presidents de Mecklenburg-Pomerània Occidental |
| Núm.                                                                             | Nom                                                      | naixement-mort                                           | Partit                                                   | Inici de mandat                                          | Fi de mandat                                             |
| -------------------------------------------------------------------------------- | -------------------------------------------------------- | -------------------------------------------------------- | -------------------------------------------------------- | -------------------------------------------------------- | -------------------------------------------------------- |
| 1                                                                                | Wilhelm Höcker                                           | 1886–1955                                                | SED                                                      | 9 de desembre de 1946                                    | 20 de juliol de 1951                                     |
| 2                                                                                | Kurt Bürger                                              | 1894–1951                                                | SED                                                      | 20 de juliol de 1951                                     | 28 de juliol de 1951                                     |
| 3                                                                                | Bernhard Quandt                                          | 1903-1999                                                | SED                                                      | 28 de juliol de 1951                                     | 23 de juliol de 1952                                     |
| Entre 1952 i 1990, l'estat de Mecklenburg-Pomerània Occidental va restar abolit. |                                                          |                                                          |                                                          |                                                          |                                                          |
| 4                                                                                | Alfred Gomolka                                           | *1942                                                    | CDU                                                      | 27 d'octubre de 1990                                     | 19 de març de 1992                                       |
| 5                                                                                | Berndt Seite                                             | *1940                                                    | CDU                                                      | 19 de març de 1992                                       | 3 de novembre de 1998                                    |
| 6                                                                                | Harald Ringstorff                                        | *1939                                                    | SPD                                                      | 3 de novembre de 1998                                    | 5 d'octubre de 2008                                      |
| 4                                                                                | Erwin Sellering                                          | *1949                                                    | SPD                                                      | 5 d'octubre de 2008                                      | en el càrrec                                             |